# Hatta (Yamanashi)
Pour les articles homonymes, voir Hatta.
Hatta (八田村, Hatta-mura) est un ancien village de la préfecture de Yamanashi, ayant existé jusqu'au 1er avril 2003, date de sa fusion avec les bourgs de Kushigata, Kōsai, Shirane et Wakakusa, ainsi que le village d'Ashiyasu pour former la ville de Minami-Alps. Il faisait partie du district de Nakakoma.

## Géographie

### Topographie et hydrographie

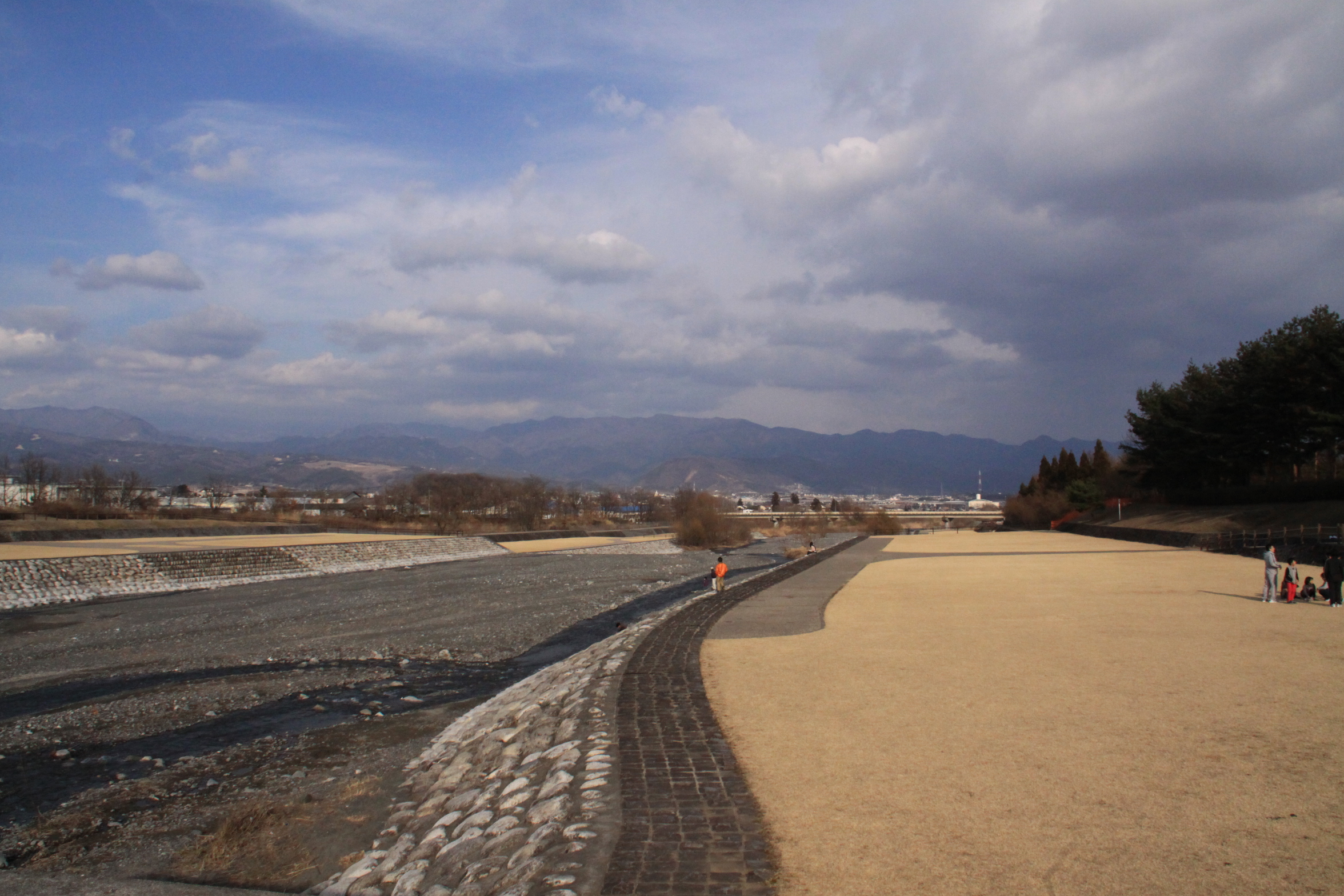
La rivière Midai dans les environs de Hatta.

Hatta est situé dans la partie nord-est de l'arrondissement, au centre-ouest de la préfecture. Le territoire est en forme de U et est bordée au nord par la rivière rivière Midai (ja) (御勅使川) qui coule vers l'est et à l'est par la rivière Kamanashi (釜無川). Les deux rivières se rejoignent à Yagoshima (野牛島), au nord-est de la ville. Elle est située à l'extrémité nord du cône alluvial de la rivière Midai, et la rivière Kamanashi érode l'extrémité du cône, formant une falaise allant du nord au sud.

### Villes limitrophes

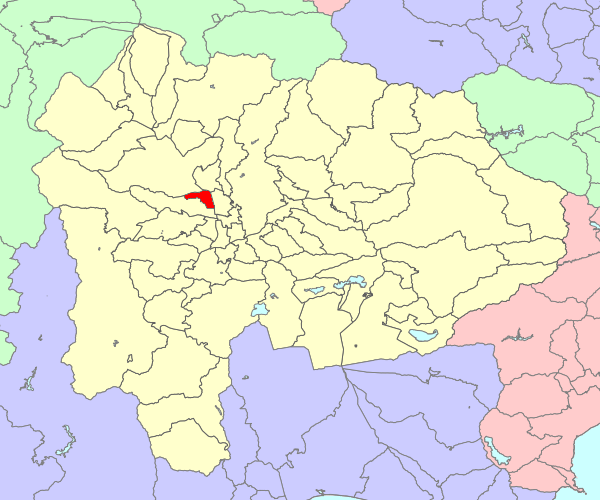
Localisation de Hatta dans la préfecture de Yamanashi (tracés territoriaux du 1er avril 2003).

Entités territoriales limitrophes à la date de la fusion du 1er avril 2003. À sa fondation en 1956, Wakakusa est entouré de l'ouest vers l'est du village de Minamoto (ja) (源村), dans le même district de Nakakoma, de la ville de Nirasaki (韮崎市) et du bourg de Futaba (双葉町), tous deux du district voisin de Kitakoma, du village de Ryūō (竜王村), du village de Tamahata (ja) (玉幡村) et du bourg de Shirane (白根町), tous trois du même district de Nakakoma. Le 30 septembre de la même année, Ryūō et Tamahata fusionnent pour former le nouveau bourg de Ryūō (竜王町). Le 1er mai 1959, Shirane absorbe le village de Minamoto.

## Histoire

### Préhistoire et Antiquité
Le territoire de Hatta sur la rive droite de la rivière Kamanashi est une zone en forme de cône de déjection, sujette aux inondations, ce qui explique la lenteur du développement et la rareté des sites archéologiques. Seuls quelques sites de l'ère Jomon (13 000 à 400 av. J.-C.) sont visibles dans la zone qui s'étend de Tatsuoka (ja), au sud de la ville de Nirasaki, jusqu'au mont Aka (赤山), à Yagoshima, actuel Hatta. Avec l'ancien bourg de Shirane, il aurait appartenu à la région de Ma'aino (馬相野空閑地) accordée au prince Kuzuhara (ja) (葛原親王) dans l'article d'avril 835 du Shoku Nihongi. Au temple Chōkoku-ji (ja) (長谷寺) du quartier Enokihara (榎原) de Hatta, fondé en 718 par Gyōki, se trouve un Kan'on à onze Faces (十一面観音), qui est depuis longtemps la divinité tutélaire des sept villages de la plaine (原七郷, harashichigō), qui inclut Hatta.

### Moyen Âge
De la fin de la période Heian (794-1185) à la période Kamakura (1185-1333), le clan Gen de Kai (ja) (甲斐源氏, Kai Gen-ji) s'est étendu à diverses parties du bassin de Kōfu (ja), mais les seigneurs locaux de la région du village ne sont pas connus. On trouve des traces de clans influents du Kai Gen-ji dans les régions voisines, comme le clan Kai Ichijō (ja) (甲斐一条氏), qui régnait sur la seigneurie d'Amari (ja) (甘利荘) près de l'actuelle ville de Nirasaki, et le clan Kagami (ja) (加賀美氏), qui régnait sur la seigneurie de Kagami (ja) (加々美荘), près du quartier Kagami du bourg de Wakakusa, dans l'actuelle ville de Minami-Alps, et on pense que l'actuel territoire de Hatta aurait été sous contrôle de l'un de ces clans.
La région est plus tard sous contrôle du fief de Hatta (ja) (八田牧, Hatta-maki), situé sur la rive droite de la Kamanashi, comme le montre une inscription datant du 23 janvier 1234 sur un mirroir de bronze à face de Bouddha (ja) dans la collection du sanctuaire shinto Homi-jinja (ja) (穂見神社). Des documents historiques de 1544 montrent que la seigneurie de Hatta (八田荘) a fini par succéder au fief de Hatta et la région s'est développée au Moyen Âge, passant de terres pastorales à des terres seigneuriales.
Une tradition veut que le samouraï Gosho no Gorōmaru (en) (御所 五郎丸), qui aurait capturé Soga Tokimune (en) (曾我 時致), ait été condamné pour un crime et exilé dans cette région après 1193, où il serait mort.
Les rivières Kamanashi et Midai ont toutes deux changé de cours au cours de l'histoire et ont souvent été façonnées par les inondations récurrentes. L'ancien canal de la Midai était également présent dans la zone du village. La rivière Kamanashi coulait également vers l'est en direction de la ville de Kōfu pendant la période Sengoku (v. 1450-v.1573), et l'ancien village de Kamitakasuna (上高砂) existait près de l'actuel banc de sable de la Kamanashi. Pendant la période Sengoku, le clan Takeda (武田氏) a construit la digue de Shingen (ja) (信玄堤) et des ouvrages de contrôle des crues sur la Midai, près de l'actuel village de Ryūō, à l'est de Hatta. Une fois les travaux de lutte contre les inondations réalisés, la zone est devenue un grenier à blé pour les villes voisines.
Près du Chōsei-in (長盛院), dans le présent quartier de Tokunaga (徳永), aurait été la résidence du général Kanemaru Chikuzen no Kami (ja) (金丸筑前守), un vassal du clan Takeda. Les descendants de Chikuzen no Kami ont donné naissance au clan Tsuchiya (ja) (土屋氏), dont sont issus Tsuchiya Masatsugu (土屋 昌次) et son frère Masatsune (ja) (土屋 昌恒).

### Époque moderne

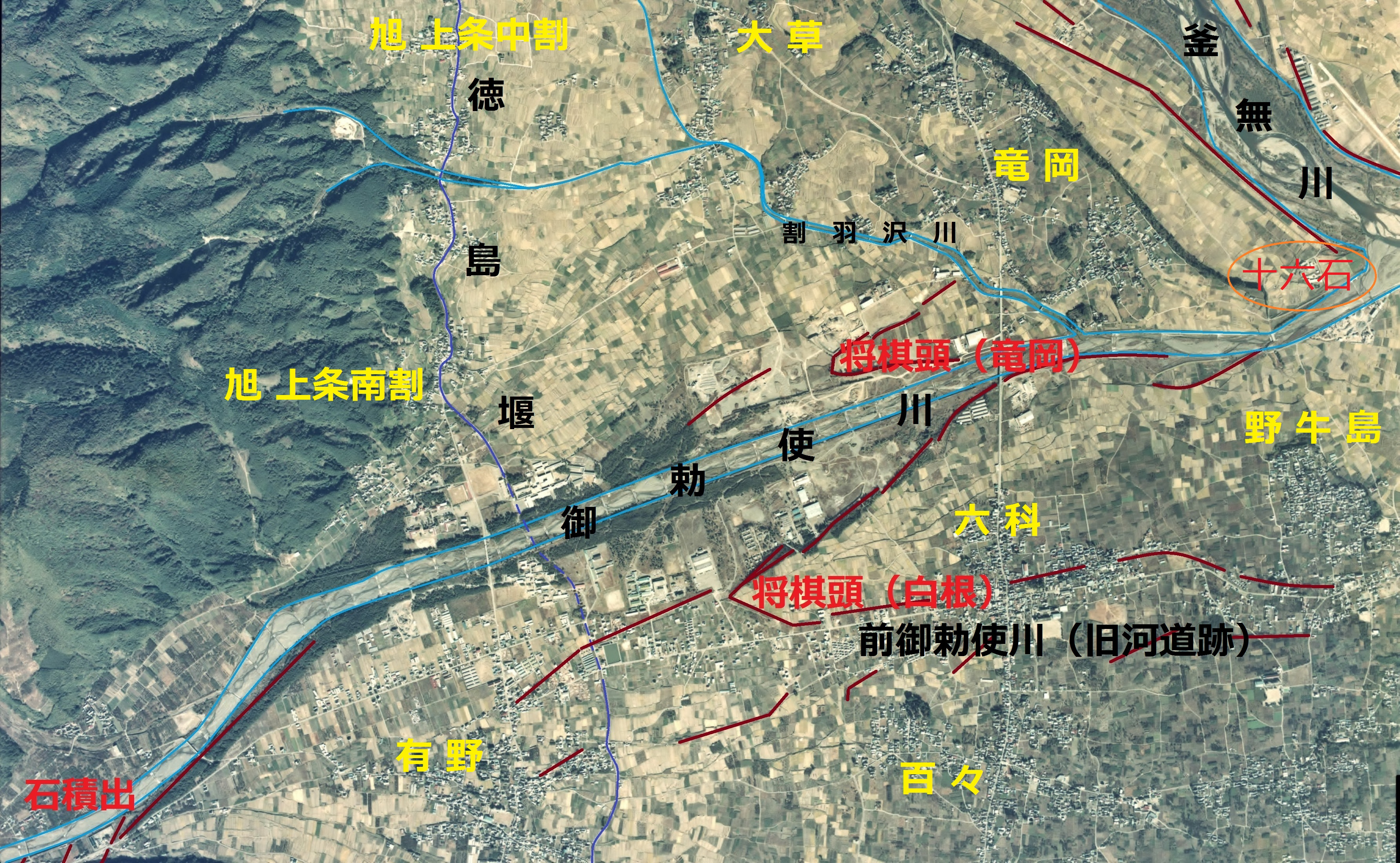
Vue aérienne de la Midai, avec les travaux de canalisation du XIXe siècle encore visibles aujourd'hui.

Au début de la période moderne, l'actuel Territoire de Hatta fait partie de la section Ouest (西郡筋) des neuf sections et deux régions (ja) (九筋二領), dans le district de Koma (ja) (巨摩郡) de la province de Kai. Six villages sont alors créés : Mujina (六科), Yagoshima (野牛島), Kamitakasuna (上高砂), Shimotakasuna (下高砂), Tokunaga (徳永) et Enokihara (榎原). Tous les villages étaient initialement sous le contrôle direct du shogunat, et après avoir été sous le domaine de Kōfu, ils sont de nouveau sous le contrôle du shogunat en 1724, les trois villages de Yagoshima, Tokunaga et Enokihara étant sous le contrôle de la magistrature de Kōfu (ja) (甲府代官所). Le village de Shimotakasuna était sous le contrôle de la magistrature de Kamiiida (上飯田代官所) de 1739 à environ 1748, et on pense que d'autres villages étaient également sous le contrôle des magistratures de Kamiiida et d'Isawa (石和代官所) à un moment donné. En outre, en 1832, cinq villages, à l'exception de Tokunaga, sont déplacés de la magistrature d'Ichikawa (市川代官所) à celle d'Isawa. Vers 1862, les cinq villages à l'exception de Tokunaga changent de nouveau de magistrature.
Le village de Mujina est connu pour être un important point de passage sur la route Suruga-Shinano (駿信往還), qui permettait de passer de la province de Shinano au nord à celle de Suruga au sud.
Durant la même époque, des canaux d'irrigation ont été ouverts, et dans le village de Yagoshima, un barrage a été ouvert pour retenir l'eau de la Kmanashi pour irriguer les quatre villages de Kamitakasuna, Shimotakasuna, Tokunaga et Enokihara. En outre, dès 1671, le barrage de Tokushima (ja) (徳島堰) a été creusé et l'irrigation est devenue possible à Yagoshima et Mujina pour développer de nouvelles rizières dans le cône de déjection. Additionnellement, le barrage de Sangamura (三ヶ村堰), qui prenait l'eau de la rivière Kamanashi, était également utilisé dans les villages de Shimotakasuna, Tokunaga et Kamiimasuwa (ja) (上今諏訪, actuel bourg de Shirane).
D'autre part, les conflits liés à la construction de canaux d'irrigation sont également fréquents. En 1854, un conflit oppose le village de Kamitakasuna à trois autres villages au niveau du barrage de Shikamura (四ヶ村堰), et en 1858 et 1862, un conflit éclate entre les villages de Tamagawa (玉川村) et Nishihachiman (西八幡村), devenus le village de Tamahata (ja), actuelle ville de Kai, qui contrôlaient la rive nord de la Kamanashi, de l'autre côté du barrage de Sangamura. En juin 1856, lorsque le village de Nishihachiman a traversé le canal du barrage de Sangamura pour puiser de l'eau, cela a entraîné un conflit avec cinq villages, dont le village de Kamitakasuna, qui a conduit à un appel en cour à Edo (aujourd'hui Tokyo), résolu en novembre de la même année.
En 1875, Mujina, Yagoshima et Kamitakasuna fusionnent pour créer le village de Mikage (ja) (御影村), tandis que ceux de Shimotakasuna, Tokunaga et Enokihara fusionnent pour créer celui de Tanooka (ja) (田之岡村). Le 22 juillet 1878, à l'adoption de la loi de réglementation des districts et arrondissements (ja) (郡区町村編制法), le district de Koma (ja) (巨摩郡) est divisé en trois districts et les villages de Mikage et Tanooka sont placés dans le nouveau district de Nakakoma (中巨摩郡). Le 3 mai 1956, Tanooka et Mikage fusionnent pour former le village de Hatta (八田村), rappelant le fief et la segneurie de Hatta,. Dans les décennies qui ont suivi, le nouveau village a diversifié son économie et sous l'impulsion des villageois, l'école primaire ouvre en 1982, suivi par le collège. En 1986, le centre de formation à la culture d'arbres fruitiers est ouvert, suivi par le musée Furusato en 1994. Un centre agricole avancé ouvre en 2001, en plus de la radio locale « Kirameki 29 ». Lors des grandes fusions municipales de l'ère Heisei, le 1er avril 2003, les bourgs de Kushigata, Kōsai, Wakakusa et Shirane et les villages de Hatta et Ashiyasu fusionnent pour créer la ville de Minami-Alps (南アルプス市), en l'honneur des monts Akaishi, aussi surnommées « Alpes du Sud » (Minami arupusu). Dès lors, Hatta cesse d'exister en tant qu'entité municipale indépendante,.
La sériciculture était la principale activité du village, mais après la Seconde Guerre mondiale, elle s'est déplacée vers la culture d'arbres fruitiers tels que le raisin, les pêches et les kiwis, avec notamment le vin de kiwi. On y pratique aussi la confection de kakis secs (en).

## Culture et patrimoine

### Sanctuaire du Kuzuryūshin

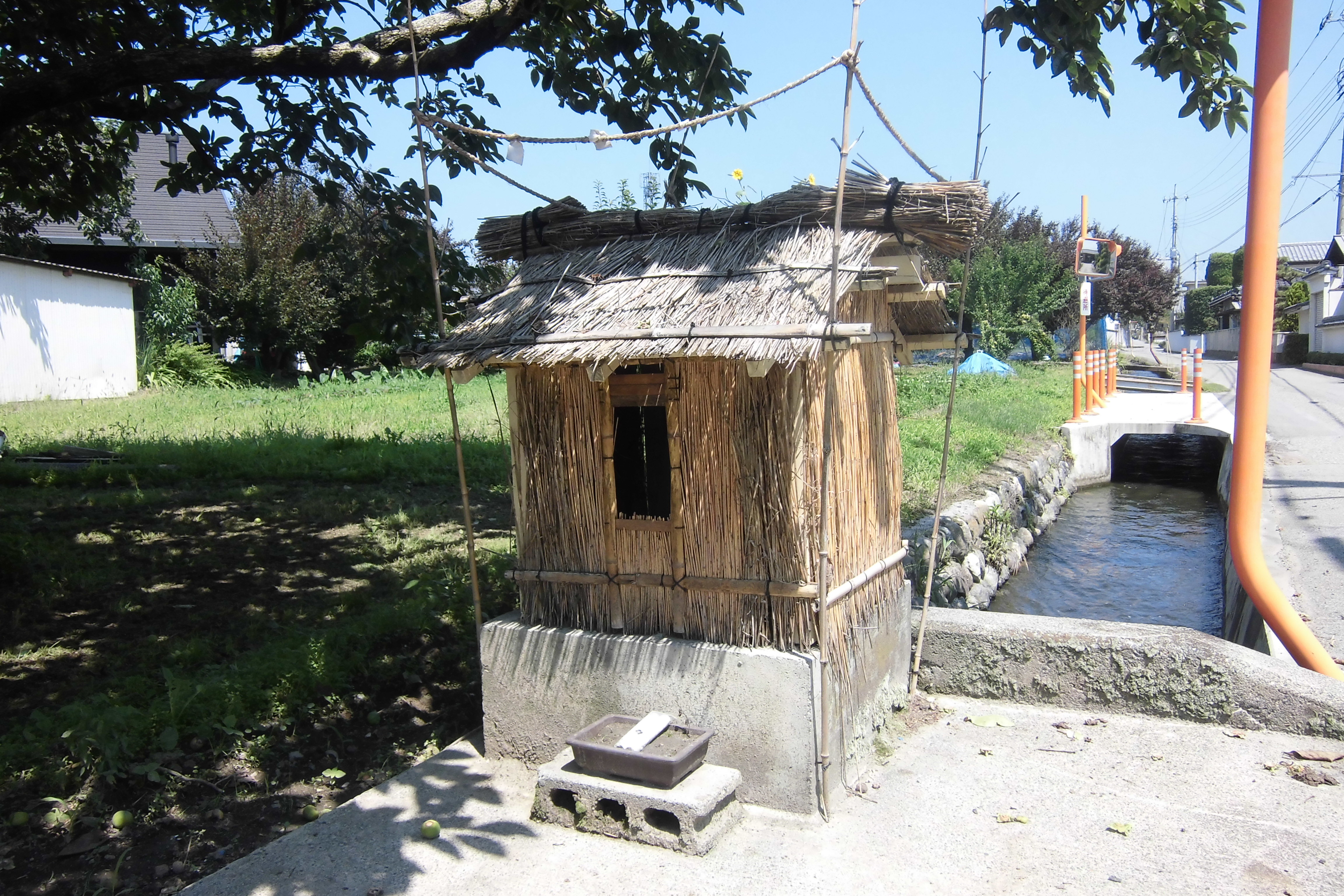
Sanctuaire du dragon à neuf têtes.

Dans la région de Kamitakasuna, située sur la rive opposée de la digue de Shingen, à Ryūō, un hokora, type de petit sanctuaire, est dédié au dieu dragon à neuf têtes (九頭竜神, Kuzuryūshin). Le dieu dragon à neuf têtes est une divinité protectrice de la rivière Tenryū, qui était vénéré pendant l'ère Bunsei de la période Edo.

### Légende de l'étang de Nōzō

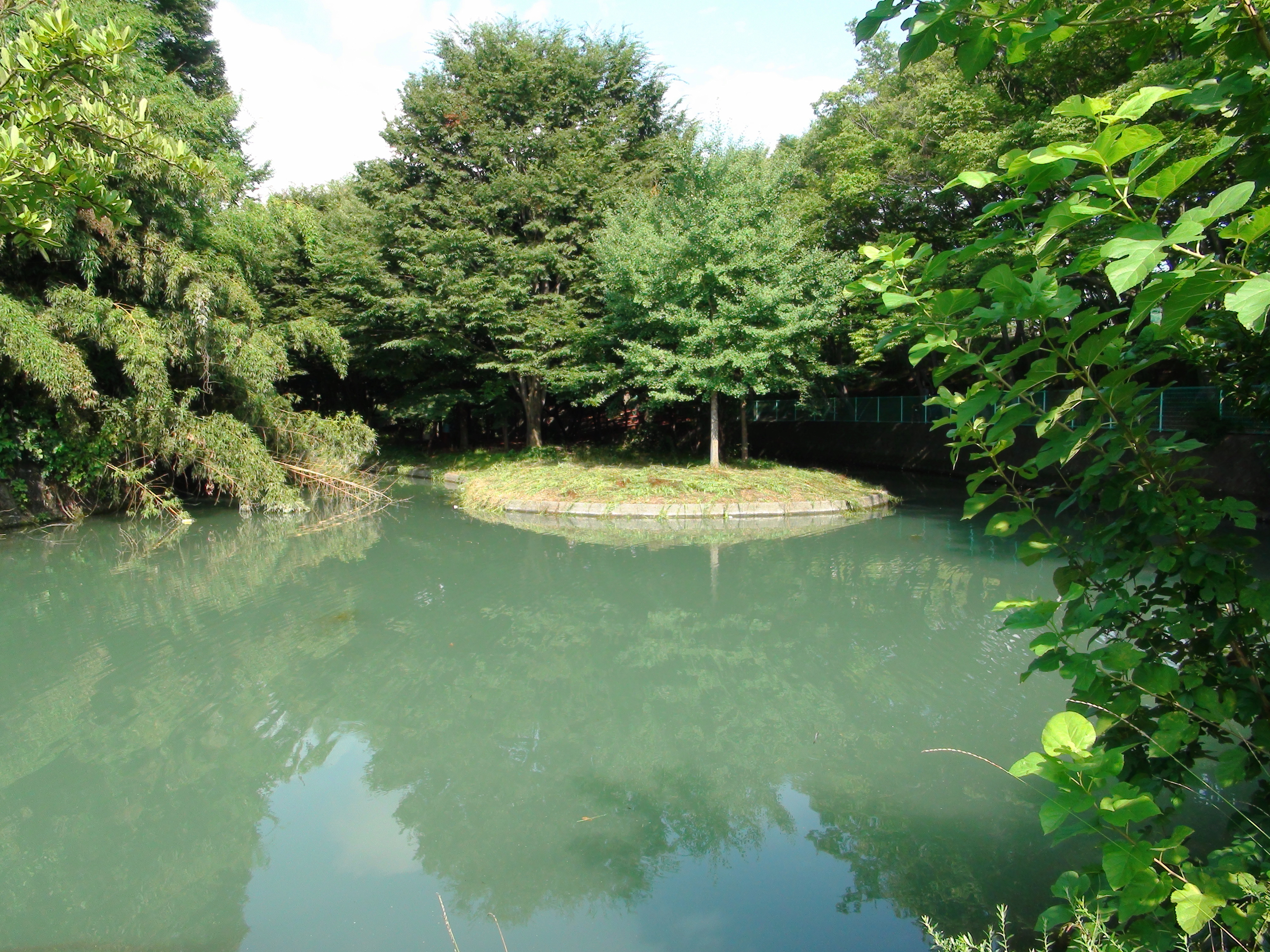
L'étang en question.

À Yagoshima, il y a l'étang Nōzō (能蔵池), où existe une légende de l'échange des bols (ja) (椀貸伝説). L'étang de Nōzō est situé derrière le temple Tōgaku-in (桃岳院). Il est actuellement protégé par un revêtement en béton.
L'étang est mentionné dans le Kai Kokushi (ja) (甲斐国志) de la fin de la période d'Edo (1603-1868).
Les légendes d'échange de bols sont répandues dans tout le Japon et Toshio Kitami (ja) (北見俊夫) a recensé 150 cas dans tout le pays en 1954, dont 14 dans la préfecture de Yamanashi. Les légendes d'échanges de bols dans la préfecture de Yamanashi sont principalement réparties dans le bassin de la rivière Kamanashi et, bien que l'on puisse observer des variations entre les emprunteurs et les prêteurs, il existe une typologie de cas dans lesquels, lorsqu'une personne demande à emprunter un bol à un endroit particulier, le nombre requis de bols est préparé le jour suivant, mais la demande est interrompue parce qu'une personne imprudente ne ramène pas les bols.
Dans la légende du prêt de bols à l'étang de Nōzō, Akagyū (赤牛), la « vache (牛) rouge (赤) », propriétaire de l'étang, exauçait des vœux à l'étang en échangeant des bols avec les personnes s'y rendant. Cependant, l'histoire raconte que lorsqu'une personne peu scrupuleuse n'a pas rendu les bols, Akagyū en colère a quitté l'étang et s'est installé à l'étant de Sawara (椹池) sur le mont Amari (ja) (甘利山).

### Attraits locaux

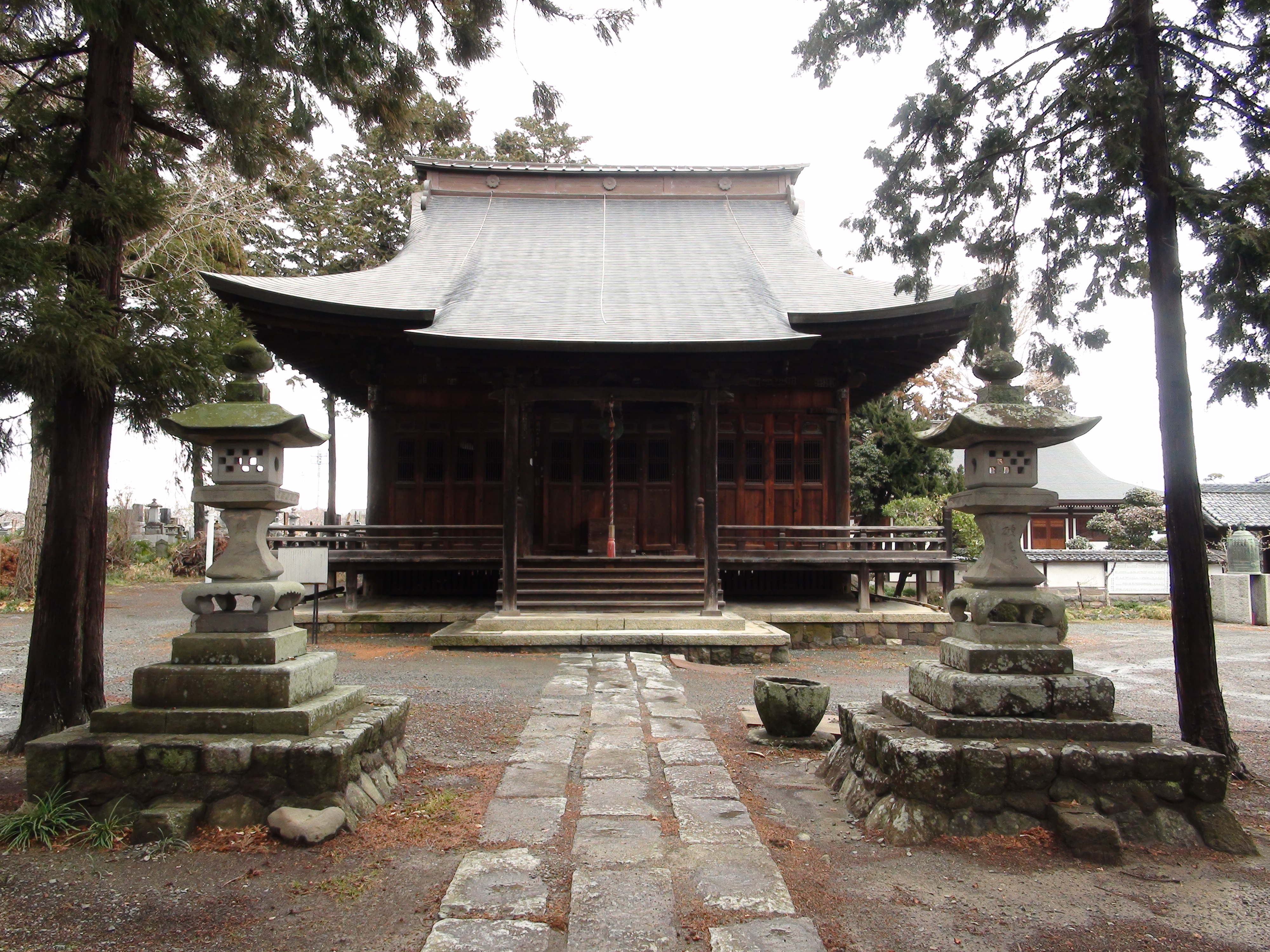
Temple Chōkoku-ji.

Le hall principal du temple Chōkoku-ji à Enokihara a été désigné comme bien culturel important le 28 août 1907. Un grand genévrier de Chine de 400 ans situé à Yagoshima a été classé monument naturel par la préfecture le 9 février 1959.

## Personnes notables
- Ihozumi Kyosen (五百住 巨川, Ihozumi Kyosen?, 1829-1888), érudit, y est né et mort.